# Volkshaus (Zürich)

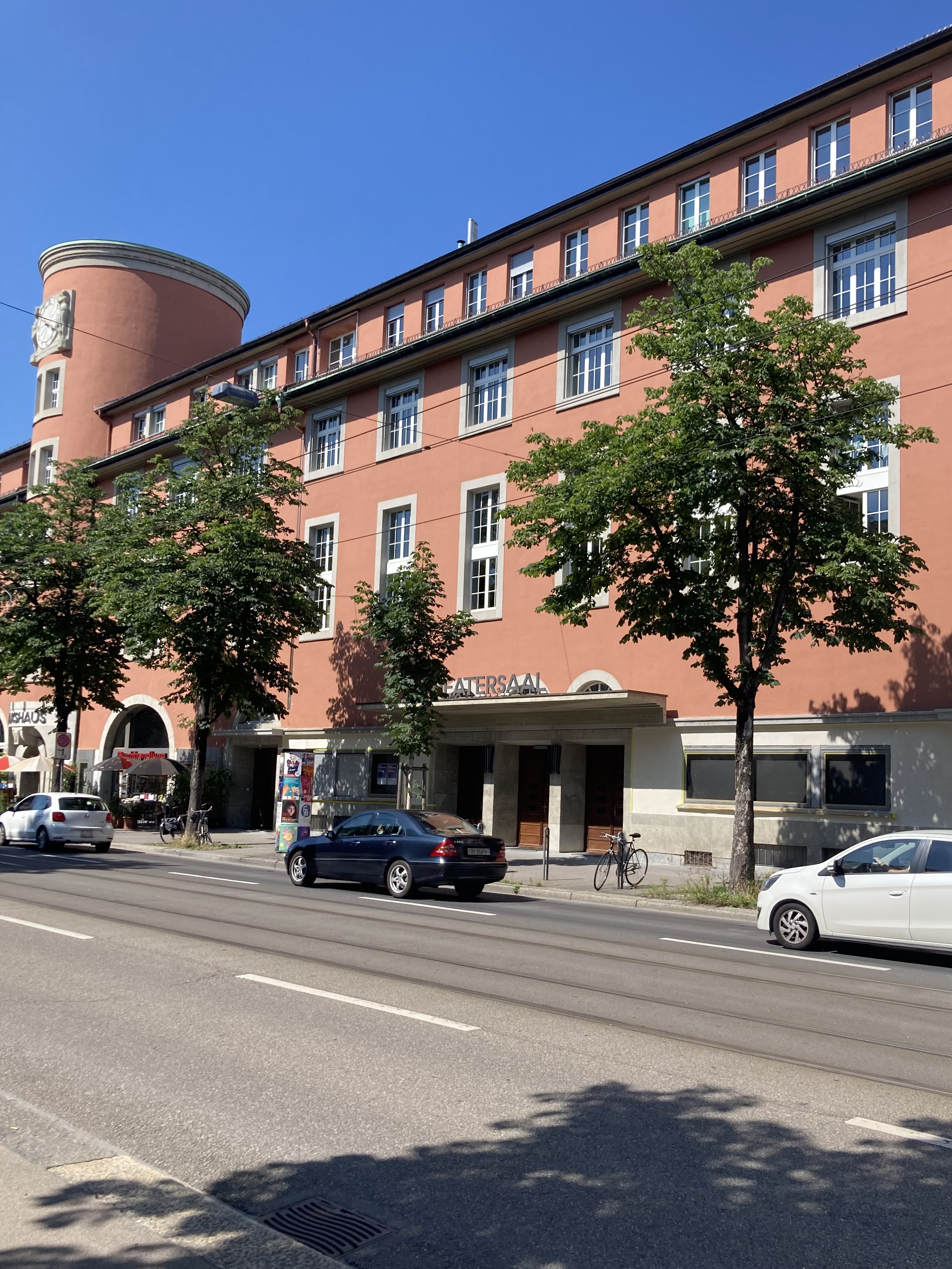
Volkshaus Zürich, August 2021, mit neuer Fassadenfarbe

Das Volkshaus Zürich ist ein multifunktionales Gebäude mit diversen Sälen und Sitzungszimmern und einem Konzertsaal als Herzstück. Dazu kommen Restaurant, Bar, Buchhandlung, Hamam und Büros. Es liegt am Helvetiaplatz an der Kreuzung Ankerstrasse / Stauffacherstrasse.

## Geschichte

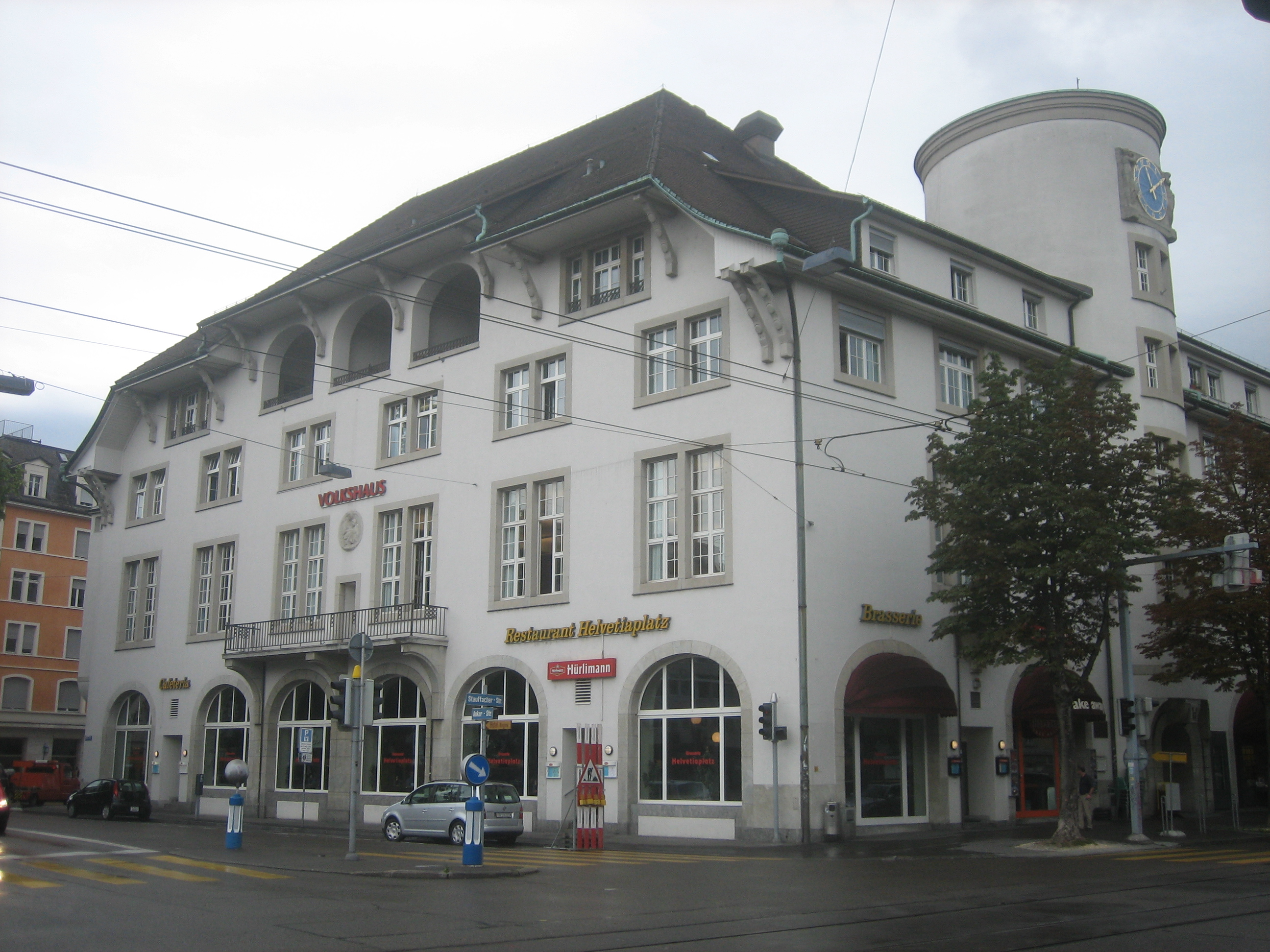
Volkshaus Zürich, August 2007 (mit alter, d. h. weisser Fassade)

Das Zürcher Volkshaus wurde 1910 als erstes alkoholfreies Volkshaus der Schweiz eröffnet. Im Gegensatz zu Volkshäusern in anderen Schweizer Städten standen nicht nur Gewerkschaften und die Sozialdemokratische Partei hinter der Gründung, sondern die Zusammensetzung der Initianten änderte sich in der zwanzigjährigen Gründungsphase mehrmals. Neben der Arbeiterbewegung engagierten sich auch Sozialreformer, die Stadt sowie die Gründerinnen des späteren Zürcher Frauenvereins. Eine vorgängige Abstimmung über die Subventionierung durch die Stadt wurde 1906 mit einer Vorlage des Kunsthauses gekoppelt.
Von Anfang an war das Volkshaus in der Rechtsform einer Stiftung organisiert. Die wichtigsten Organe sind somit der Stiftungsrat und die Betriebskommission. Nach Fertigstellung des Gebäudes wurde es schnell zur zentralen Örtlichkeit der Zürcher Arbeiterbewegung. Zum Gebäude gehörten damals Badeanlagen im Untergeschoss, ein alkoholfreies Restaurant, Vortragssäle, Sitzungszimmer, diverse Gewerkschaftsbüros und Wohnungen. Der grosse Theatersaal mit rund 1200 Sitzplätzen (total 1600 Steh- und Sitzplätzen) wurde 1928 eingeweiht. Ab 1928 lebte und wirkte auch der Maler Eduard Gubler in der dortigen Atelierwohnung. Auf ein Gesuch hin wurde 1979 das Alkoholverbot im Theatersaal aufgehoben. Seit 1939 befindet sich auch eine Buchhandlung in den Räumlichkeiten des Volkshauses. Gegründet wurde sie als Genossenschaftsbuchhandlung (GBZ). Die erste Geschäftsleiterin, Marthe Kauer (1911–2004), welche die Buchhandlung bis 1974 führte, setzte einen Schwerpunkt im Sortiment auf Bereiche wie Pädagogik, Politik und Kinderbücher. Neue Akzente setzte sie mit Literaturveranstaltungen, die sie über viele Jahre hinweg im Keller der Buchhandlung (genannt «Die Katakombe») durchführte. Seit 1992 wird die Buchhandlung privat geführt. Die heutige «Buchhandlung im Volkshaus» versteht sich auch als gesellschaftskritische Fachbuchhandlung.

## Gegenwart
Das Volkshaus bietet mittlerweile Platz für diverse kulturelle Veranstaltungen, Konzerte, Plattenbörsen, Podiumsdiskussionen etc. In den Sälen und Sitzungszimmern, die insgesamt Platz für 2500 Personen bieten, gehen gemäss der Stiftung Volkshaus pro Jahr rund 400’000 Besucher ein und aus. In den Jahren 2006, 2007, 2009 und 2022 fanden zudem die Meisterfeiern des FC Zürich dort statt, nachdem dieser die Schweizermeisterschaft im Fussball gewonnen hatte. Ebenso werden die Feiern bei Cupsiegen des FC Zürich jeweils auf dem Helvetiaplatz abgehalten. Das Team lässt sich jeweils auf dem Balkon des Volkshauses feiern. Seit 2012 gibt es im Volkshaus ein Hamam.
Eine Gebäudeanalyse ergab die Notwendigkeit einer umfassenden Fassaden- und Dachrenovation. In Zusammenarbeit mit der Denkmalpflege wurden die historischen Farben evaluiert; diejenige aus der Bauzeit war grün-grau, eine spätere rot. Der Stiftungsrat entschied sich für einen roten Anstrich, wie er in den 1930er bis 1950er Jahren bestanden hatte. Die Arbeiten wurden im Sommer 2021 ausgeführt.
Stiftungsratspräsident der Volkshausstiftung war von 1996 bis 2021 der ehemalige Vizepräsident der Gewerkschaft GBI (heute Unia) und ehemaliger Zürcher Kantonsrat, Franz Cahannes. Heute ist Kaspar Bütikofer Stiftungsratspräsident.

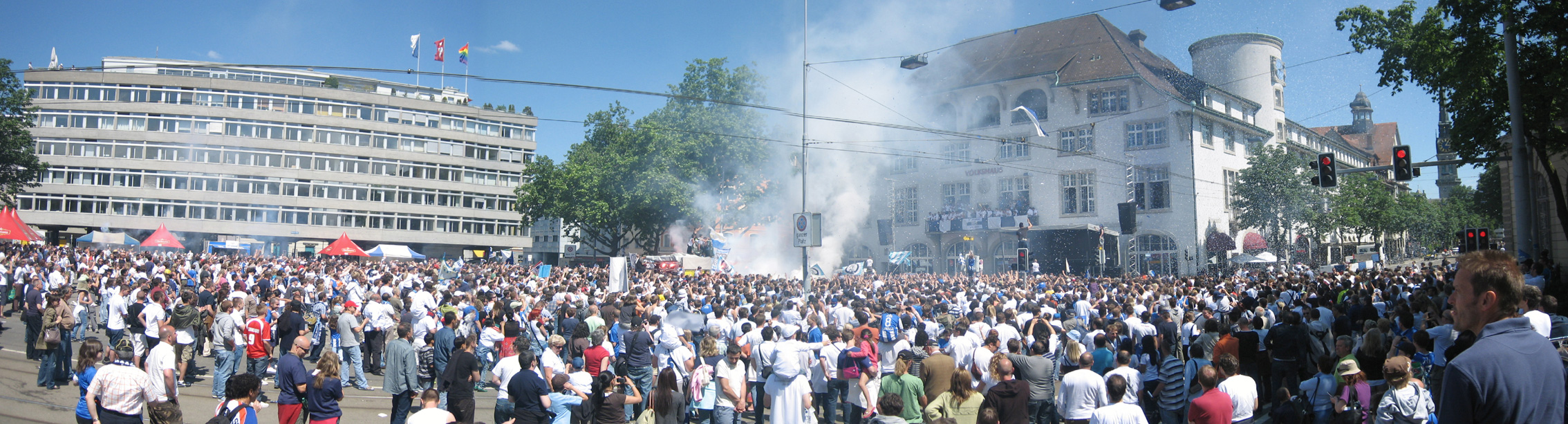
FCZ Meisterfeier 2009 auf dem Helvetiaplatz